# Angelica komarovii
Angelica komarovii är en flockblommig växtart som först beskrevs av Boris Konstantinovich Schischkin, och fick sitt nu gällande namn av Minosuke Hiroe. Angelica komarovii ingår i släktet kvannar, och familjen flockblommiga växter. Inga underarter finns listade i Catalogue of Life.